# Chiesa di San Michele Arcangelo (Puegnago del Garda)
La chiesa di San Michele Arcangelo è la parrocchiale di Puegnago del Garda, in provincia di Brescia e diocesi di Verona; fa parte del vicariato del Lago Bresciano.

## Storia
La prima citazione di una cappella a Puegnago dedicata a San Michele, di cui si ignora l'anno di fondazione, risale al 1454 ed è contenuta nella relazione della visita pastorale del vescovo Ermolao Barbaro; l'anno seguente questa chiesa venne elevata a rettoriale e fu sancita la residenza in paese di un sacerdote.
L'erezione a parrocchiale venne decretata il 4 gennaio 1530 dal vescovo Gian Matteo Giberti, rendendo così la comunità puegnaghese autonoma rispetto alla pieve di Manerba.
Nel 1611 si precedette alla ricostruzione della chiesa, i cui lavori furono eseguiti dal capomastro Angelo Turrini, che ebbe l'aiuto del figlio Gio Batta; la consacrazione venne impartita invece dal vescovo Giovanni Morosini il 17 maggio 1781.
Il nuovo pavimento fu posato nel 1952 e in epoca postconciliare la chiesa venne adeguata alle nuove norme; nel 1988, poi, si provvide a rifare le coperture.

## Descrizione

### Esterno
La semplice facciata a capanna della chiesa, rivolta a nordest, presenta centralmente il portale d'ingresso timpanato e sopra una finestra di forma rettangolare, mentre a coronare il prospetto c'è il frontone di forma triangolare, entro il quale si legge la sigla "DOM".
Il campanile presenta, all'altezza della cella, una monofora su ogni lato ed è coronato dal tetto a quattro falde.

### Interno
L'interno dell'edificio si compone di un'unica navata, sulla quale si affacciano le cappelle laterali introdotte da archi a tutto sesto e le cui pareti sono scandite da paraste sorreggenti la trabeazione modanata e aggettante sopra la quale si imposta la volta a botte; al termine dell'aula si sviluppa il presbiterio, rialzato di alcuni gradini e chiuso dall'abside.
Qui sono conservate diverse opere di pregio, la maggiore delle quali è la pala con soggetto San Michele Arcangelo, eseguita dal pittore veneto Antonio Vicentini.